# کامبو-له-بن
کامبو-له-بن (به فرانسوی: Cambo-les-Bains) یک کمون در فرانسه است که در canton of Espelette واقع شده‌است.

## خصوصیات
کامبو-له-بن ۲۲ کیلومترمربع مساحت و ۵٬۸۱۴ نفر جمعیت دارد و ۴۵ متر بالاتر از سطح دریا واقع شده‌است.